# Clara Aguilera García
Clara Eugenia Aguilera García (nascida em 3 de janeiro de 1964) é uma política espanhola que foi eleita membro do Parlamento Europeu em 2019.